# Hoffnungsrede
Die sogenannte Hoffnungsrede für Deutschland, Rede der Hoffnung oder Stuttgarter Rede, Offizieller Name Restatement of Policy on Germany, wurde am 6. September 1946 vom amerikanischen Außenminister James F. Byrnes in Stuttgart gehalten. Sie wurde von vielen Deutschen als Wendepunkt der Nachkriegsgeschichte empfunden, der ihnen Mut machte. Trotz  vorsichtiger Kritik an der sowjetischen Deutschlandpolitik eröffnete sie eine gesamtdeutsche Perspektive. Deutschland sollte sich künftig nach Abschluss eines Friedensvertrages wieder selbst regieren.
Es war die erste offizielle Verkündung alliierter Regierungspolitik, bei der auch Deutsche, die Ministerpräsidenten der deutschen Länder, anwesend waren.
Der Kurswechsel in der alliierten Besatzungspolitik fand aber nicht statt. Statt der Vereinigung der vier Besatzungszonen unter einer gesamtdeutschen Regierung, die Byrnes als politisches Ziel verkündet hatte, konnte mit der Bizone nur eine Westlösung realisiert werden. Sechs Monate nach der Rede änderte die Außenpolitik der USA ihre Orientierung und richtete sich mit der Truman-Doktrin gegen ihren früheren Kriegsalliierten Sowjetunion.

## Vorgeschichte
Im Abschlussprotokoll der Konferenz von Potsdam waren  fünf Grundprinzipien (Denazifizierung, Demilitarisierung, Demokratisierung, Dezentralisierung, Demontage; kurz die fünf D) beschlossen worden. Für die Klärung der Frage, wie die Zukunft Deutschlands aussehen solle, hatten sich die vier Siegermächte auf einen Rat der Außenminister geeinigt, der eine Regelung vorbereiten sollte. Byrnes hatte auf dessen erster Sitzung im Herbst 1945 einen Plan zur Diskussion gestellt, der aber von sowjetischer Seite abgelehnt wurde. Bei den folgenden Sitzungen der Außenminister in Paris vom 29. Juli bis 15. Oktober 1946 wurde die deutsche Frage auf sowjetischen Wunsch ausgeklammert. Die am 10. Februar 1947 unterzeichneten Pariser Friedensverträge beschränkten sich auf die ehemaligen Verbündeten des Deutschen Reiches.  Deutschland war in Besatzungszonen aufgeteilt und die Sowjetunion nicht bereit, über den Zusammenschluss der vier Besatzungszonen zu einem deutschen Staat auf der Basis freier Wahlen zu verhandeln. Es gab daher bis zu Byrnes-Rede weder eine unter den Siegermächte abgestimmte Regelung für das künftige Deutschland, noch waren die Vorstellungen der amerikanischen Regierung in Deutschland bekannt.

## Wirtschaftsfragen
Diese Rede stellte eine Wende in der Besatzungspolitik der Vereinigten Staaten von Amerika dar.
Byrnes wollte das deutsche Industriepotenzial so wählen, dass Deutschland den europäischen Durchschnittslebensstandard erreicht, nicht jedoch in die Lage versetzt wird, eine Aufrüstung zu betreiben. Das überschüssige Industriepotenzial, das entsteht, wollte Byrnes für die Deckung der Importkosten Deutschlands, sowie die Tilgung der Reparationsforderungen durch die Alliierten aufwenden. Die Einschränkung des deutschen Industriepotenzials sollte dabei nicht von dauerhafter Natur sein. Byrnes sah vor, dass Deutschland die Möglichkeit gegeben werde, auf friedlichem Wege seine Wirtschaft wieder aufzubauen. Als wichtigen Schritt zur Erreichung seines Ziels sah Byrnes die Durchsetzung des Beschlusses der Potsdamer Konferenz, dass die vier Besatzungszonen eine gemeinsame Wirtschaft aufbauen sollten. Dies war bis zum Zeitpunkt der Rede nicht geschehen, obwohl die Potsdamer Beschlüsse schon über ein Jahr alt waren. Über die Potsdamer Beschlüsse hinaus sah Byrnes es als notwendig an, eine gemeinsame Finanzpolitik in Deutschland zu installieren, um einer drohenden Hyperinflation vorzubeugen. Dafür schlug er eine gemeinsame Finanzbehörde vor. Des Weiteren wies Byrnes darauf hin, dass die Potsdamer Beschlüsse auch ein gemeinsames Verkehrs-, Nachrichten- und Postwesen für Deutschland vorsahen. Auch dies war bis zum Zeitpunkt der Rede nicht realisiert. Angesichts der durch die Ausbeutung der Besatzungsmächte entstandenen Nahrungsmittelengpässe in Deutschland schlug Byrnes die Errichtung einer gemeinsamen Verwaltungsstelle für die Landwirtschaft in Deutschland vor. Seine die Wirtschaft betreffenden Vorschläge schloss Byrnes mit dem Vorschlag ab, eine gemeinsame Behörde zu errichten, die sich um den Export von Kohle und Stahl kümmert.

## Nationalrat mit beschränkter Souveränität
Byrnes’ zentrale Forderung war, eine gesamtdeutsche Regierung zu bilden, die mit den Alliierten rechtswirksam einen Friedensvertrag abschließen könnte. Ein aus den Ministerpräsidenten der Länder gebildeter Nationalrat sollte diese Regierung sein. Unter Vorbehalt der Befugnisse des Alliierten Kontrollrats werde er für die Erfüllung der Aufgaben einer zentralen Verwaltungsbehörde zuständig sein und alle Machtbefugnisse besitzen müssen, um die in den Potsdamer Beschlüssen geplante Verwaltung Deutschlands als einer Einheit sicherzustellen. Dieser Nationalrat sollte außerdem mit der Aufgabe betraut werden, eine neue Bundesverfassung für Deutschland zu entwerfen (siehe Parlamentarischer Rat). Die neue Verfassung sollte die Menschen- und Bürgerrechte in Deutschland sicherstellen sowie auf der Demokratie basieren.

## Grenzen Deutschlands
Deutschland solle künftig das Gebiet Österreichs nicht  beinhalten (siehe auch Kleindeutsche Lösung). Byrnes erklärte die Unterstützung der USA für die Abtretung von Königsberg und angrenzender Gebiete an die Sowjetunion und für die in Jalta beschlossene Westverschiebung Polens. Der Verlauf der neuen Westgrenze Polens sei aber noch in einem endgültigen Abkommen festzulegen. Die USA würden Frankreichs Anspruch auf das Saarland unterstützen, aber nicht seinen Plan die linksrheinischen Gebiete von Deutschland abzutrennen und das Ruhrgebiet zu internationalisieren.

## Kriegsgefangene
Abschließend thematisierte Byrnes in seiner Rede noch die deutschen Kriegsgefangenen. Er forderte die zügige Auslieferung aller gefangen genommenen deutschen Soldaten. Die USA selbst wollten ihre deutschen Kriegsgefangenen schnell nach Deutschland zurückbringen.

## Interpretation der Rede
In Byrnes’ Rede wurde das erste Mal deutlich, dass für die USA auch eine Lösung denkbar war, die sich nicht auf alle Teile Deutschlands bezog. „Wenn eine völlige Vereinigung nicht erreicht werden kann, werden wir alles tun, was in unseren Kräften steht, um eine größtmögliche Vereinigung zu sichern.“ Neben der „größtmöglichen Vereinigung“, die im Januar 1947 durch den wirtschaftlichen Zusammenschluss der amerikanischen und der britischen Zone zur Bizone verwirklicht wurde, stellt Byrnes Deutschland die Wiedererlangung der staatlichen Souveränität in Aussicht: „Die amerikanische Regierung steht auf dem Standpunkt, dass jetzt dem deutschen Volk innerhalb ganz Deutschlands die Hauptverantwortung für die Behandlung seiner eigenen Angelegenheit bei geeigneten Sicherungen übertragen werden sollte.“ Ausschlaggebend für die in der Byrnes-Rede bereits erkennbare Politik der wirtschaftlichen Unterstützung Deutschland und der Gewährung der weitestgehenden politischen Souveränität waren mehrere Gründe. Zum einen sollte Deutschland vor der Gefahr sowjetischen Einflusses immunisiert werden. Die notwendige Implementierung demokratischer Werte konnte aber nur auf der Basis einer kooperativen Politik gelingen. Darüber hinaus erhoffte sich die US-Administration, durch einen raschen Wiederaufbau der europäischen respektive der deutschen Wirtschaft, die eigenen Kosten senken zu können. Nicht zuletzt die Erfahrungen aus der Entwicklung nach dem Versailler Vertrag hatten gezeigt, dass die Sicherung des europäischen Friedens nur auf dem Weg einer beiderseitig akzeptierbaren Politik gelingen konnte.
Byrnes distanzierte sich indirekt vom Morgenthau-Plan.
Das gemeinsame Besatzungsprogramm der Potsdamer Konferenz galt im September 1946 als völlig gescheitert. Strittig ist, ob Byrnes’ Rede als Kritik an der Sowjetunion oder an Frankreich gemeint war. Ebenfalls strittig ist, ob sie eine Wende in der amerikanischen Deutschlandpolitik markiert, oder ob sie den bereits stillschweigend verfolgten Kurs der Militärregierung in Deutschland sanktioniert. Byrnes betonte mehrmals, an den wesentlichen Potsdamer Vereinbarungen, vor allem an der wirtschaftlichen Einheit Deutschlands festzuhalten.
Am 2. Dezember 1946 wurde das Abkommen über die Zusammenlegung der britischen und der amerikanischen Besatzungszone unterzeichnet, in dem das Ziel definiert wurde, bis Ende 1949 die wirtschaftliche Selbständigkeit dieses Teilgebietes zu erreichen.